# Стефанович, Деян
Де́ян Стефа́нович (серб. Дејан Стефановић; 28 сентября 1974, Вране) — сербский футболист, центральный защитник. Ранее играл за «Црвену Звезду», «Портсмут» и «Норвич Сити».

## Карьера
Техничный защитник Деян Стефанович начинал карьеру в «Црвене Звезде». Он провёл за «звездашей» около пятидесяти матчей и забил девять голов. Первый свой матч за национальную сборную Деян провёл в январе 1995 года против сборной Гонконга.
В сезоне 1995/96 Стефанович перешёл в «Шеффилд Уэнсдей» вместе с партнёром по сборной Дарко Ковачевичем. Играл Стефанович в «Шеффилде» весьма успешно.
В сезоне 1999/00 Стефанович перебрался в нидерландский «Витесс». Стефанович укрепился в составе «Витесса» и играл в нидерландском клубе до 2003 года. За нидерландский клуб серб сыграл 94 матча и забил 4 гола. В 2003 году Стефанович был продан «Портсмуту» за 1 850 000 £.
Стефанович был капитаном «Портсмута» с 2005 по 2007 год. В сезоне 2004/05 Деян стал лучшим игроком сезона по версии болельщиков. В августе 2007 года Стефановичу сделал предложение клуб «Рейнджерс», но в итоге Деян перешёл в «Фулхэм».
В «Фулхэме» Стефанович провёл только 13 матчей. Также отметился тем, что за сезон получил 4 жёлтых карточки. А 18 июля 2008 года Деян перешёл вместе с Эллиотом Омозуси. Переход в «Норвич Сити» обошёлся в 1 000 000 £.

## Мнение о Деяне
Вот как описал Стефановича Лори Санчес:

«Деян — очень жесткий защитник, имеющий огромный опыт, приобретенный на клубном и международном уровне. Он прекрасно читает игру, очень смел, знает темп и уровень Премьер-лиги».